# 冒険少年シャダー
『冒険少年シャダー』（ぼうけんしょうねんシャダー）は、1967年（昭和42年）9月18日から1968年（昭和43年）3月16日まで日本テレビ系列局で放送されていたテレビアニメ。日本テレビと日本放送映画の共同製作。

## 概要
放送時間は毎週月曜 - 土曜 18:35 - 18:45 （日本標準時）。その後も、1968年3月18日から同年9月28日まで同じ時間帯に再放送された。全26話（全156回）。前番組『とびだせ!バッチリ』と同様に10分間の帯番組として放送されたが、本作は1週間（6回分）をかけて1つのストーリーが完結する連続作品の体裁を採っていた。
物語の中盤、狼の呪いに取り憑かれた一家の悲劇を描いた「狼家族」の回より、マンボ博士とピンボケは登場しなくなる。そして、全滅した一家の中でただ一人生き残った少年ロコがシャダーの助手として活躍するようになる。同時に、人語を解し人間的にふるまうギャグマンガ的なキャッ太は、人間味のないリアルな黒猫ブラックに変更された。
本作の放送期間中、秋田書店の『冒険王』1967年10月号 - 1968年9月特大号に本作のコミカライズ作品が連載された。作画担当は中城けんたろう。

## あらすじ
古代文明の生き残りで、富士山の洞窟から現代に復活した少年シャダーは、変身能力と悪魔的な呪術を使う魔人ゴースターが世界征服をたくらんでいることを知る。マンボ博士の協力で現代科学を学んだシャダーは、博士の作ったイオンカーに乗り、助手のピンボケ（犬）とともにゴースターの野望に立ち向かう。

## 登場キャラクター

### シャダーと仲間たち
シャダー
声 - 北條美智留
本作の主人公。富士山の洞窟から現代によみがえった古代人の少年。俊敏な運動神経とブランチ能力（分身能力）を備えており、金の秘剣マジックナイフを武器として用いている。コスチュームは、赤を基調とした中世風の服装である。
最終回で、シャダーは現世と死後の世界の間に存在する異世界レムリアにあるゴースターの本拠地へ乗り込む。そしてシャダーの母親を含む死者たちをゴースターの支配から解放し、死後の世界へ送ることができた。
ロコ
声 - 白川澄子
「狼家族」事件の舞台となった家庭で唯一生き残った少年。この回以降シャダーに引き取られ、助手として活躍する。
マンボ博士
シャダーの協力者である科学者。「狼家族」以降のエピソードにはピンボケ共々登場しなくなった。
ピンボケ
マンボ博士の飼い犬兼助手。コメディタッチのキャラクターで人語を解する。
イオンカー
マンボ博士が開発した円形反射板型飛行艇。シャダー一行はこれに乗って世界中に出動する。マンボ博士が登場しなくなって以降も、シャダーとロコが使用した。

### ゴースター一味
ゴースター
声 - 内海賢二
スーパースペクタ能力と呼ばれる変身能力と呪術を駆使して世界征服をたくらむ悪党。シャダーのマジックナイフから放たれる光が弱点、現代的な黒いコスチューム、そして猫が従者であるなど、シャダーとは対照的な意匠となっている。
シャダーとの最終決戦後、レムリアの崩壊と共に生死不明のままとなり、決着がつかなかった。
キャッ太
声 - 愛川欽也
ゴースターの従者である黒猫。
ブラック
キャッ太に代わって「狼家族」以降に登場した黒猫。

## スタッフ
- プロデューサー - 新倉雅美、上野徹、三島宏夫
- 原作 - 岡本光輝
- 脚本・原動画・背景・仕上・撮影 - シャダーグループ（辻真先、桑島信一 ほか）
- 演出 - 片岡忠三 ほか
- オーディオ演出 - 吉沢京夫
- 録音 - 太平スタジオ
- 現像 - 東洋現像所（現：IMAGICA）
- 効果 - 大平紀義
- 企画制作 - 矢元照雄、藤井賢祐
- 製作 - 日本テレビ、日本放送映画KK

## 主題歌
放送当時、朝日ソノラマおよび東芝音楽工業（東芝レコード、現：ユニバーサル ミュージック ジャパン）から発売された。
オープニングテーマ「シャダーのうた」
作詞 - 寺山修司 / 作曲・編曲 - 増田豊利 / 歌 - 鈴木忠、CAポップス
挿入歌「怪人ゴースターのうた」
作詞 - 寺山修司 / 作曲・編曲 - 増田豊利 / 歌 - 長弘

## 各話リスト
| 回数      | 話数 | サブタイトル         | 放送日                 |
| --------- | ---- | -------------------- | ---------------------- |
| 1         | 1    | シャダー復活         | 1967年 9月18日         |
| 2         | 1    | マンボ研究所の危機   | 9月19日                |
| 3         | 1    | ゴースターの逆襲     | 9月20日                |
| 4         | 1    | ドクロ島の罠         | 9月21日                |
| 5         | 1    | 光線砲を奪え         | 9月22日                |
| 6         | 1    | ドクロ島の最後       | 9月23日                |
| 7 - 12    | 2    | アルファーランド作戦 | 9月25日 - 9月30日      |
| 13 - 18   | 3    | 戦慄のインカ帝国     | 10月2日 - 10月7日      |
| 19 - 24   | 4    | 生きていたジャンゴ   | 10月9日 - 10月14日     |
| 25 - 30   | 5    | 呪いの塔             | 10月16日 - 10月21日    |
| 31        | 6    | 湖府人間の謎         | 10月23日               |
| 32        | 6    | 湖府からの復讐       | 10月24日               |
| 33        | 6    | 謎の海獣             | 10月25日               |
| 34        | 6    | 恐怖の唄声           | 10月26日               |
| 35        | 6    | 湖府の宝             | 10月27日               |
| 36        | 6    | 湖上の対決           | 10月28日               |
| 37 - 42   | 7    | 恐怖の妖怪城         | 10月30日 - 11月4日     |
| 43 - 48   | 8    | 悪魔の街             | 11月6日 - 11月11日     |
| 49 - 54   | 9    | ジャングルの対決     | 11月13日 - 11月18日    |
| 55 - 60   | 10   | ミイラの復讐         | 11月20日 - 11月25日    |
| 61 - 66   | 11   | 妖怪の使者           | 11月27日 - 12月2日     |
| 67 - 72   | 12   | 呪いの島             | 12月4日 - 12月9日      |
| 73 - 78   | 13   | 魔女の森             | 12月11日 - 12月16日    |
| 79 - 84   | 14   | 狼家族               | 12月18日 - 12月22日    |
| 85 - 90   | 15   | 呪いの人形屋敷       | 12月25日 - 12月30日    |
| 91 - 96   | 16   | ゴルヌの亡霊         | 1968年 1月1日 - 1月6日 |
| 97 - 102  | 17   | 姿なき魔神           | 1月8日 - 1月13日       |
| 103 - 108 | 18   | さようなら幽霊船     | 1月15日 - 1月20日      |
| 109 - 114 | 19   | ゴッドホルムの騎士   | 1月22日 - 1月27日      |
| 115 - 120 | 20   | 復讐の街             | 1月29日 - 2月3日       |
| 121 - 126 | 21   | アッサムに鳴る鈴     | 2月5日 - 2月10日       |
| 127 - 132 | 22   | 妖鬼の花園           | 2月12日 - 2月17日      |
| 133 - 138 | 23   | 北極のアリサ         | 2月19日 - 2月24日      |
| 139 - 144 | 24   | 悪魔の子守歌         | 2月26日 - 3月2日       |
| 145 - 150 | 25   | 地獄の島             | 3月4日 - 3月9日        |
| 151 - 156 | 26   | 恐怖のレムリア       | 3月11日 - 3月16日      |

## 放送局
- 日本テレビ：月曜 - 土曜 18:35 - 18:45
- テレビ岩手（1970年に30分枠で放送）：木曜 19:30 - 20:00[2]
- 秋田放送（1972年に放送）：月曜 - 金曜 16:50 - 17:00[3]
- 福島中央テレビ（1972年に放送）：月曜 - 土曜 8:15 - 8:25[4]
- 北日本放送（1976年に放送）：月曜 - 金曜 17:50 - 18:00[5]
- 静岡県民放送（1978年7月の開局時より、平日の夕方枠にて放送）

## 備考
本作がビデオソフト化されたことはないが、オープニング映像についてはハミングバード（現：ワーナーミュージック・ジャパン）から発売された『マニア愛蔵版 懐かし〜いTVアニメテーマコレクション』（規格 - VHS・LD）に収録されている。